# Ібарський міст

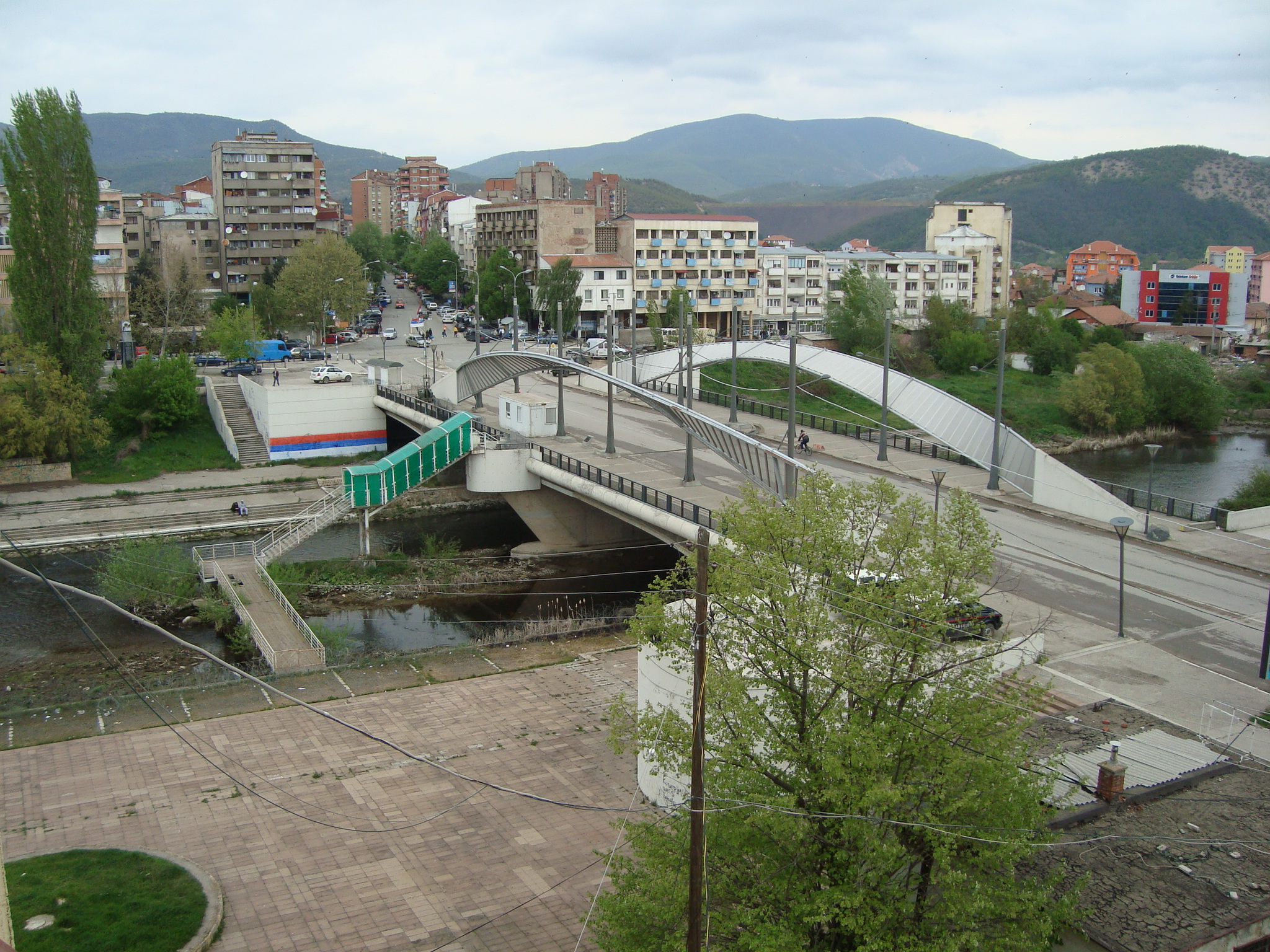
Вигляд на міст з будівлі культурного центру в албанській частині міста

Ібарський міст (серб. Мост на Ибру, алб. Ura e Ibrit), також Новий міст (серб. Нови мост, алб. Ura e Re), Митровицький міст (серб. Митровачки мост, алб. Ura e Mitrovicës), часто іменований описово як міст у Косовській Митровиці або міст через Ібар — автомобільно-пішохідний міст у місті Косовська Митровиця. Основний шляхопровід, який з'єднує дві частини міста: північну сербську і південну албанську. Побудований французьким контингентом КФОР в 2005 році на місці старого.

## Географічне положення
Розташований у створі бульвару Царя Душана на півночі і вулиці Цариці Тевти (алб. Rruga Mbretresha Teutë) на півдні.
Це головний з чотирьох наявних у місті мостів через Ібар. Крім нього, існує ще один автомобільно-пішохідний міст на схід від головного, залізничний міст і невеликий пішохідний місток у районі парку на захід від Ібарського мосту.

## Назва
Міст не має офіційної назви. Згідно з низкою джерел, спочатку його хотіли назвати мостом Дружби, проте відмовилися від цього рішення через явну невідповідність дійсності, а нова назва так і не була запропонована.

## Міст у косовському конфлікті
Річка Ібар розділяє Косовську Митровицю на дві нерівні частини, з яких менша північна переважно населена сербами, а в південній проживають албанці. З цим пов'язана особлива значущість мостів через Ібар, особливо Нового мосту, у світлі міжнаціональної напруженості в краї. Ібарський міст служить фактичною межею між Сербією і Республікою Косово.

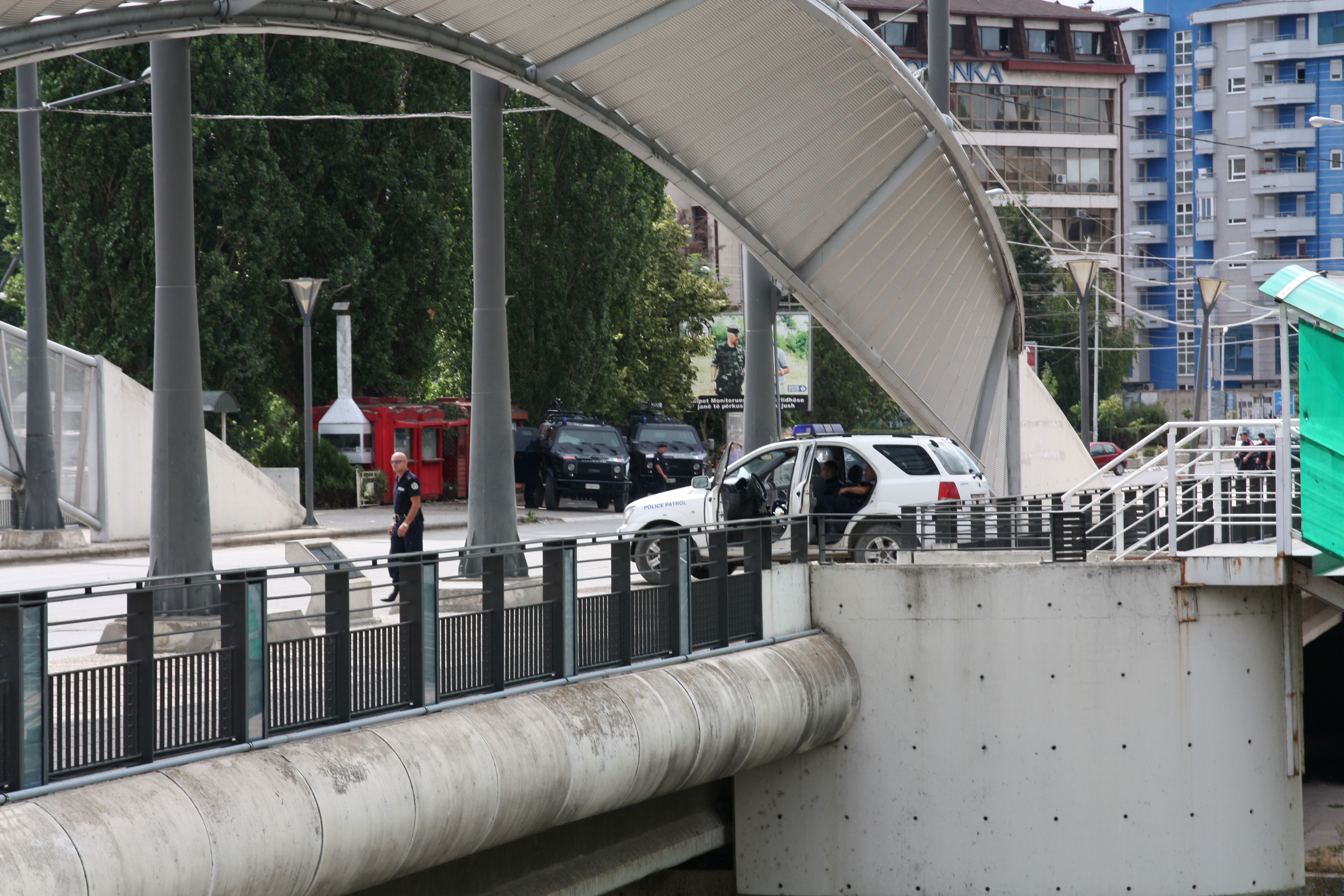
Косівська поліція та італійські карабінери біля Ібарського мосту на південній стороні Митровиці